# Okupace Liberce
K okupaci Liberce došlo dne 21. srpna 1968 v průběhu invaze vojsk Varšavské smlouvy do Československa. V prvních několika hodinách sovětské invaze sovětští vojáci na hlavním náměstí čtyři lidi zastřelili a 24 dalších zranili (z nich dva zemřeli později). O několik hodin později sovětský tank vrazil do obchodní pasáže, čímž zabil dva lidi a zranil dalších devět (z toho jeden později zemřel). Okupace Liberce byla druhou nejkrvavější událostí invaze po bitvě o Český rozhlas.

## Pozadí
Alexander Dubček se dne 5. ledna 1968 stal prvním tajemníkem ÚV KSČ, což bylo začátkem tzv. pražského jara. Tento proces vyvolal obavy v dalších zemích východního bloku, včetně SSSR. Sovětské vedení se nejprve pokusilo změny zastavit či alespoň omezit skrz sérii varování. Po několika neúspěšných pokusech o vyjednávání došlo v noci z 20. na 21. srpna 1968 k invazi pěti zemí Varšavské smlouvy do Československa.

## Události

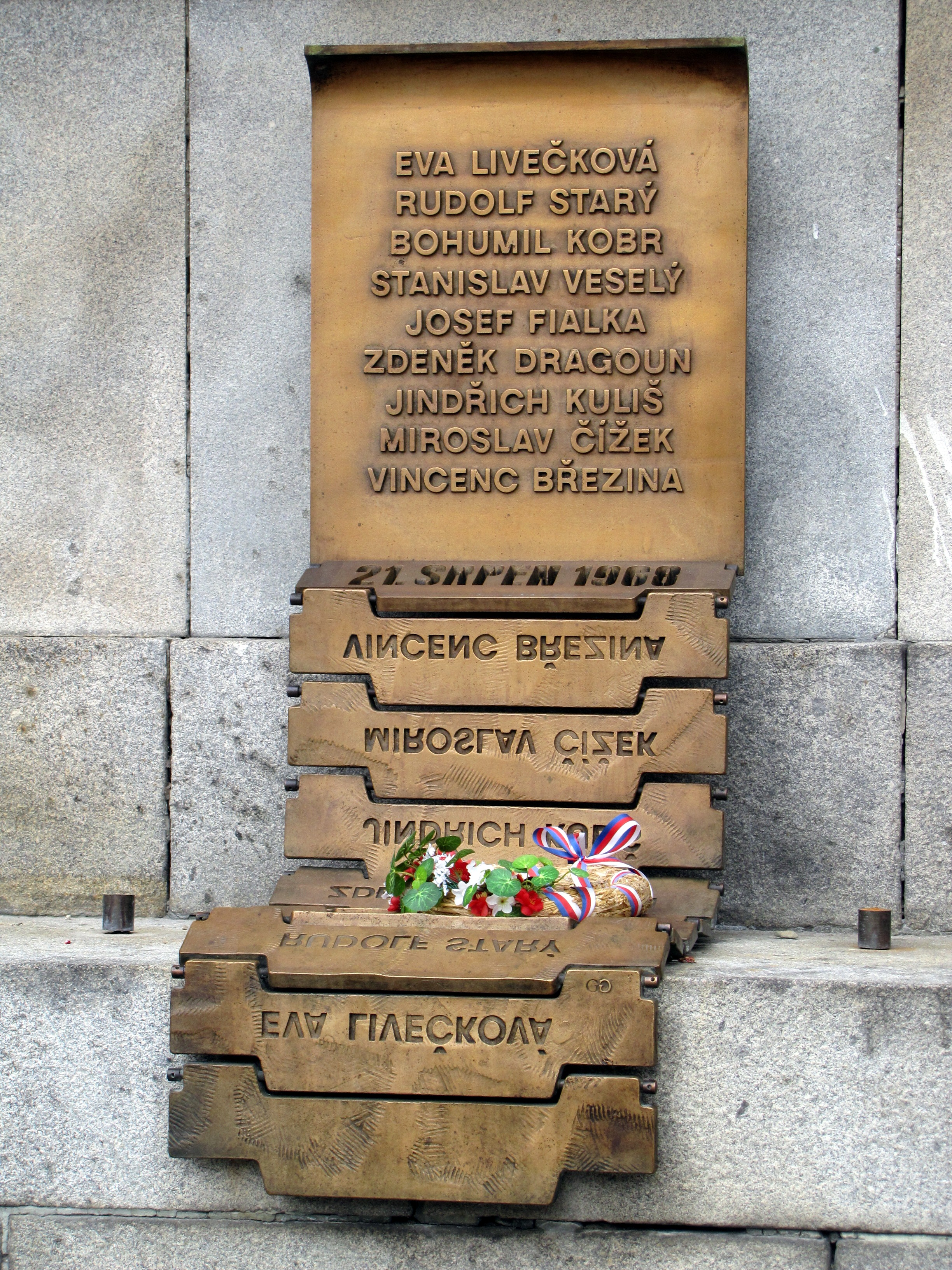
Pomník obětem 21. srpna 1968 na liberecké radnici

Sovětští vojáci do Liberce dorazili ve dvě hodiny ráno. O hodinu později došlo k prvnímu incidentu, kdy skupina sovětských vojáků začala střílet na skupinu mladistvých, kteří se domnívali, že jde o vojenské cvičení. Miroslav Vlček byl střelen do hlavy, ale přežil.
S východem slunce vyšli lidé do ulic, aby vyjádřili svůj nesouhlas se sovětskou okupací gestikulací, výhrůžkami pěstí či řevem na vojáky. Někteří začali na sovětské vojáky házet kameny a konstrukční materiál. V šest ráno sovětský tank na Benešově náměstí přejel Jana Šoltyse, který na tank předtím hodil kus dřeva. Šoltys byl vážně zraněn, ale přežil.
Sovětští vojáci začali střílet na lidi stojící na náměstí, čímž okamžitě zabili čtyři lidi, a desítky dalších zranili (dva na následky zranění zemřeli později). V 11 hodin pak sovětský tank na náměstí narazil do podloubí domu, čímž zabil tři další lidi.